# Panétios de Rhodes
Panétios de Rhodes est un philosophe stoïcien (185 av. J.-C.-112 av. J.-C.). Il relève, dans le mouvement stoïcien, du moyen-stoïcisme, qu'il instaure : Panétios mettait la physique au début de la philosophie. Il sera suivi par son disciple Posidonios.
Son nom est parfois orthographié Panaïtios, Panétius voire Panaetius Rhodius (forme latine). Séleucus le grammairien, dans Livre de la Philosophie, mentionne qu'un Platon, de Rhodes également, fut disciple de Panétios. Il y a eu aussi un péripatéticien de ce nom, disciple d'Aristote.

## Biographie
Panétios est né à Lindos, sur l'île de Rhodes, après 185 av. J.-C. Il étudia à Pergame chez Cratès de Mallos, et à Athènes auprès de Diogène le Babylonien et Antipater de Tarse, deux stoïciens.
Il se rendit à Rome, auprès de l’historien grec Polybe. En -146, il devint le conseiller principal de Scipion Émilien, général romain qui pacifia l'Espagne. Il eut comme disciples romains Mucius Scaevola, Quintus Aelius Tubero et Aelius Stilo, qui devint maître de Varron.
Vers -129, il devint, à Athènes, à la mort d’Antipatros de Tarse, le cinquième scholarque de l'école stoïcienne. Il eut Athénodore le Cananite, Hécaton de Rhodes, pour disciples athéniens — et surtout Posidonios d'Apamée, qui fut son successeur comme scolarque du Portique.
Panétios mourut à Athènes vers 110 av. J.-C.

## Philosophie
Panétios cherche à concilier le stoïcisme et le platonisme.
Sur de nombreux points il rompt avec les dogmes stoïciens. « Il nie la conflagration universelle et croit à l'éternité d'un monde que la Providence rend parfait ». Il se défie de la mantique (la divination) et nie l'immortalité de l'âme. Il reconnaît en nous, à côté des impulsions de l'instinct premier, des tendances fondamentales où s'associent nature et raison. Il aboutit à un humanisme, il tend à une sérénité morale faite de calme, de mesure, d'harmonie.
Chaque homme a plusieurs rôles (personae) à jouer, selon qu'il considère sa fonction d'homme en général ou des fonctions particulières dans la société.
Cicéron écrira la phrase : « Tous les êtres humains, les meilleurs et les autres, méritent un certain respect ». Ainsi apparaît, à partir d'une théorie des rôles qui annonce la sociologie moderne, la première valorisation de la personne ).
Mais cette conception de l'humain est liée à toute une philosophie de la civilisation (cultus). Cette philosophie insiste d'abord sur la hiérarchie des devoirs qui lient l'individu à autrui (selon qu'il agit dans sa famille, dans sa patrie, dans l'univers). Cela influencera très fortement l'universalisme rationaliste des philosophes du XVIIIe siècle (dont Montesquieu).
La pensée de Panétios nous intéresse aussi par sa conception du travail humain. D'une part l'auteur montre que l'activité manuelle des hommes est capable de compléter l'œuvre de la nature ; d'autre part, Cicéron, qui s'inspire du traité de Panétios, devait avoir des conséquences d'extrême importance sur la pensée des économistes du XIXe siècle : « Le profit et l'utilité que nous retirons des choses inanimées n'auraient pu être atteints autrement que par les bras et le travail des hommes.' Ajoutons que cet éloge du travail est lié à la glorification des techniques utiles (construction des routes, des aqueducs » etc.).

## Postérité
Cicéron donne lui-même des indications sur ses sources bibliographiques, grecques comme toujours en matière de philosophie. Il déclare dans son De Officiis qu'il suit les idées stoïciennes, tout en gardant sa liberté de pensée. Plus loin, il précise que Panétios de Rhodes est sa principale source, tout en signalant des lacunes chez Panétios, sur la définition du devoir, le départage entre deux choix estimés tous deux honnêtes, puis entre deux choix utiles, et surtout la question du conflit entre l'« honestum » et l'utile, objet du livre III.

## Ses ouvrages
- Les Devoirs[9], dont  s'est inspiré Cicéron pour son Traité des Devoirs

- Selon Diogène Laërce[10], il a écrit Du Calme[9].

### Sources
- Cicero, De Officiis/Traité des Devoirs, traduit par Henri Joly (annotation et révision par Cyril Morana pour l'édition de 2010 aux Mille et Une Nuits  (ISBN 978-2-75550-590-0) (-44)
- Cicero, Sur la nature des dieux. De natura deorum (-44).

### Fragments de Panétios
- Panaetii Rhodii Fragmenta, édi. Modestus Van Straaten, Leyde, 1952.
- Modestus Van Straaten, Panétius, sa vie, ses écrits, sa doctrine, avec une édition des fragments, Amsterdam, 1946.
- F. Alesse, Panezio di Rodi. Testimonianze, Naples, 1997.

### Études sur Panétios
- B. Tatakis, Panétius de Rhodes, Paris, 1931.
- M. Van Straaten, Panétius, sa vie, ses écrits, sa doctrine, avec une édition des fragments, Amsterdam, 1946.
- M. Pohlenz, Die Stoa, Göttingen, 1959, t. I.
- Les Stoïciens, Gallimard, coll. "Pléiade", 1962, p. XXXIX-XLIII (préface de Pierre-Maxime Schuhl).